# 1989年羅馬尼亞革命

革命时反对派把罗马尼亚社會主義共和國國旗的国徽挖掉，可谓这场运动最简单明了的象征。

1989年罗马尼亚革命（羅馬尼亞語：Revoluția Română din 1989）指1989年发生在罗马尼亚社会主义共和国政权倒台的政权更迭。是除南斯拉夫内战以外，东欧剧变中唯一以流血形式完成的政权更替。

## 背景
冷战时期，得益于罗马尼亚的产油国地位，罗马尼亚社会主义共和国在一定程度上可以进行与苏联和其他东欧国家保持一定距离的自主外交。这使其无需过分依赖苏联来获得资源和外汇。但这种“独立”也为罗马尼亚共产党总书记尼古拉·齐奥塞斯库的个人独裁统治创造了条件，罗马尼亚也建立了一套相较苏联更为细致的全国警察体系，监视公民生活，并进行高压统治。
进入1980年代，罗马尼亚和其他东欧国家一样，经济陷于停滞，人民生活水平持续低迷，全国的贫困率、营养不良率及婴儿死亡率均为欧洲最高。政府为还清债务而推行的财政紧缩政策更是令国内的经济状况雪上加霜。在此情况下，罗马尼亚国内反齐奥塞斯库的动向日益高涨。

## 经过

### 导火线
1989年12月16日，蒂米什瓦拉发生警察与当地少數民族之一的匈牙利族群的激烈冲突，结果防暴警察对人群开枪，造成伤亡。该冲突事件引发了罗马尼亚境內多地大规模反齐奥塞斯库政府的游行和示威活动，更演變成騷亂，并有“蒂米什瓦拉事件死伤人数近万”的传闻。當時齐奥塞斯库在伊朗進行國事訪問，他向伊朗最高領袖哈梅內伊及總統拉夫桑賈尼表示“我們（指羅馬尼亞）局勢是穩定的”，這是齐奥塞斯库最後一次國事訪問。

### 革命爆发
1989年12月21日，在首都布加勒斯特的罗马尼亚共产党中央党部前广场举行集会，近10万人被迫动员参加。兼任罗共中央总书记的齐奥塞斯库在羅共黨中央總部陽台上讲话，试图引导人们站在他的角度上谴责蒂米什瓦拉事件是“闹事”，並宣佈增加僱員工資和減低學費以圖平息民怨。就在演讲过程中第8分鐘后排有被迫動員的人点燃爆竹（当事者被警察枪杀）造成现场混乱，被迫動員集會的部分人群開始吶喊「蒂米什瓦拉」，局勢逐漸失控。當被迫動員的人一起叫壽西斯古下台的聲音突然一下子爆發時，壽西斯古先的反應是不知所措然後更舉起右手，電視直播播至壽西斯古舉起右手中途就中斷直播（呈紅色畫面），同时现场出现喇叭大声声称保安部门正向人群射击，一场“革命”已经开始。在一些大学生和部分市民的参与下，集会转变为一场反对齐奥塞斯库的抗议示威。一场“革命”就这样在齐奥塞斯库的眼皮底下爆发。

#### 羅馬尼亞军方叛變
保安部门向人群开火，造成伤亡，此场景又被羅馬尼亞國家電台、羅馬尼亞電視台直播，被全国的观众看到，这一切更激起了人们的不满。齐奥塞斯库深感不妙，当日召见被他称为“推煤车工”的国防部长米列亚，要求动用军队镇压抗议民众。但米列亚坚持“人民的军队为人民”，拒绝了齐奥塞斯库的命令。第二天米列亚就被發現死亡。
羅馬尼亞電台报道米列亚为“自杀”。此举激怒了军方，军队与齐奥塞斯库决裂。当夜，军队与广场上聚集的民众一道，开始占领各政府机关。各地都出现了齐奥塞斯库的保安部队和反对齐奥塞斯库的军队激烈交火的场面。

### 罗共政权倒台
1989年12月22日齐奥塞斯库尝试下戒严令，但已經无济于事，更有革命抗爭者成功佔領原羅共黨中央總部（即壽西斯古發表最後演說之地），並有抗爭者打爛大樓玻璃窗後將羅共政府機密文件、壽西斯古夫婦個人崇拜圖書和壽西斯古夫婦肖像從陽台上扔下給其他抗爭者或撕爛，壽西斯古此時意识到他已不能控制全國的革命，便和妻子埃列娜尝试趁乱乘直升机逃离已被大量市民和救國陣線軍隊包圍的羅馬尼亞总统府和布加勒斯特市區一帶。他們其後乘坐的直升機在首都布加勒斯特西北近郊地區降落。不過这一切都被已倒戈的罗马尼亚国家电台向全世界播出。同日，各反对派结成“救国阵线委员会”。直升機降落後，壽西斯古夫婦曾經搭乘兩輛私家車，準備使用陸路方式逃亡。但駕駛第二輛私家車的司機是救國陣線的成員，故該司機立即將壽西斯古夫婦送進救國陣線控制的軍營裏扣押。
12月23日凌晨，齐奥塞斯库夫妇被支持救国阵线的已倒戈國防部军队正式逮捕並被扣押在救國陣線控制的軍營裏，直至聖誕節軍事審判及即時處決為止。12月24日平安夜早晨，救國陣線委員會核心成員聚集在國防部成立臨時政府。
12月25日聖誕節當日，羅馬尼亞救國陣線以特別军事法庭方式審判齐奥塞斯库，以約20分鐘的誓詞宣判齐奥塞斯库夫妇犯屠杀罪及非法拥有大量来源不明财产罪，判处死刑立即执行。但齐奥塞斯库坐在審判椅稱不承認所有罪行，並稱只有在國會才能證明他的合法總統權力，救國陣線軍隊隨後便把齐奥塞斯库和埃列娜用繩子綁在一起，齐奥塞斯库夫婦在羅馬尼亞南部登博維察縣兵營廁所前一塊空地上被枪毙。槍決由救國陣線3人行刑隊所組織，為昔日保護齐奥塞斯库的護衛隊64團傘兵團，包括隊長博耶鲁，軍士長屋大维和西兰。齐奥塞斯库高唱《國際歌》，還指責行刑者乃可惡的叛徒，但被其夫人埃列娜打斷，「他們要把我們像狗一樣射殺！」埃列娜最後的遺言是「我不信！羅馬尼亞還有死刑嗎？」在行刑隊指揮官趕到之前，士兵已經開槍，齐奥塞斯库中彈倒地，後腦勺撞在廁所的牆上，死後仍睜著雙眼。其夫人頭部中彈，腦漿外溢，鮮血不斷外流。齐奥塞斯库夫婦的所有財產也被沒收。審訊及槍決過程的影片很快在法國及其他歐洲國家流傳，在羅馬尼亞的電視台上也曾播出，並被羅馬尼亞電視台轉播至全球各地。至此罗马尼亚共产党政权正式倒台，其後羅馬尼亞共產黨被救國陣線政府勒令解散。
此前秘密警察曾试图闯入关押齐奥塞斯库夫妇的军事基地以救出他们，为此曾與救國陣綫发生过激烈枪战。有鉴于此，原本预定的正常审判被改为军事审判。另外，在齐奥塞斯库夫妇死后多年，羅馬尼亞新政府为了杜绝社會上的“齐奥塞斯库夫妇并沒有死”之類的流言，于2010年公開了齐奥塞斯库夫妇的遺骸。

## 傷亡
1989年羅馬尼亞革命共造成1,104人死亡，其中162人於1989年12月16日至22日期間發生的反齐奥塞斯库的抗议活动中死亡，942人于救国阵线夺取羅馬尼亞政权后发生的战斗中死亡。革命造成3,352人受傷，其中1,107人在齐奥塞斯库掌权期间受傷，2,245人在救国阵线掌权后受傷。

## 结果
救国阵线取得了政权，对罗马尼亚进行了民主化改革。
1990年5月，罗马尼亚举行大选，救国阵线获得胜利，随后扬·伊利埃斯库当选总统。但救國陣線的很多領導人原來也出自罗共，他們執掌政權後仍有利用國家機器和媒體打擊反對派的行為。縱使如此，由於羅馬尼亞結束一黨專政，實行民主化及多黨制，多個政黨可以輪流執政或組建聯合政府，但由於仿效法國實行半總統制，總統及總理權力相當，因此經常關係出現不調和，前任總統特莱扬·伯塞斯库更兩度被反對派控制的國會彈劾，但最終在全民公投中獲得民眾的支持，未能通過。
其他东欧国家在东欧剧变后原共产党在议会或多或少还都能保有席位，或改名為社會黨/社會民主黨重新參與選舉，唯独罗马尼亚例外：壽西斯古生前所屬的黨共产党被完全勒令解散。不過，现今罗马尼亚的主要反對党之一社会民主党的领导人大多是前罗共異見人士成员。
民主化并没有立即给罗马尼亚经济带来好转，由于处于市场经济转型期，加之新政府限制工资及商品价格，致使失业率在1990至1996年大幅上升。1996年的失业救济金改革后，罗马尼亚的经济才有所好转並逐漸成為中高收入國家之一。

## 反思
近年来在罗马尼亚国内掀起了一股回味并重新评价1989年民主革命的暴力风潮之後果。罗马尼亚在野的极右派政党大罗马尼亚党領袖瓦丁·图多尔2010年曾表示：“齐奥塞斯库是一位伟大的领袖，尽管他犯下巨大的错误，但他的功绩同样巨大，这一点任何人不能否认。”